# Tramery
Tramery ist eine französische Gemeinde mit 151 Einwohnern (Stand: 1. Januar 2022) im Département Marne in der Region Grand Est (vor 2016 Champagne-Ardenne). Sie gehört zum Arrondissement Reims und zum Kanton Dormans-Paysages de Champagne.

## Geographie
Tramery liegt etwa 21 Kilometer westsüdwestlich von Reims an der Ardre.
Nachbargemeinden von Tramery sind Faverolles-et-Coëmy im Norden und Westen, Treslon im Nordosten, Poilly im Süden und Osten sowie Lhéry im Westen und Südwesten.

## Bevölkerungsentwicklung
| Jahr                       | 1962 | 1968 | 1975 | 1982 | 1990 | 1999 | 2006 | 2018 |
| Einwohner                  | 93   | 85   | 97   | 91   | 105  | 105  | 138  | 151  |
| Quellen: Cassini und INSEE |      |      |      |      |      |      |      |      |

## Sehenswürdigkeiten

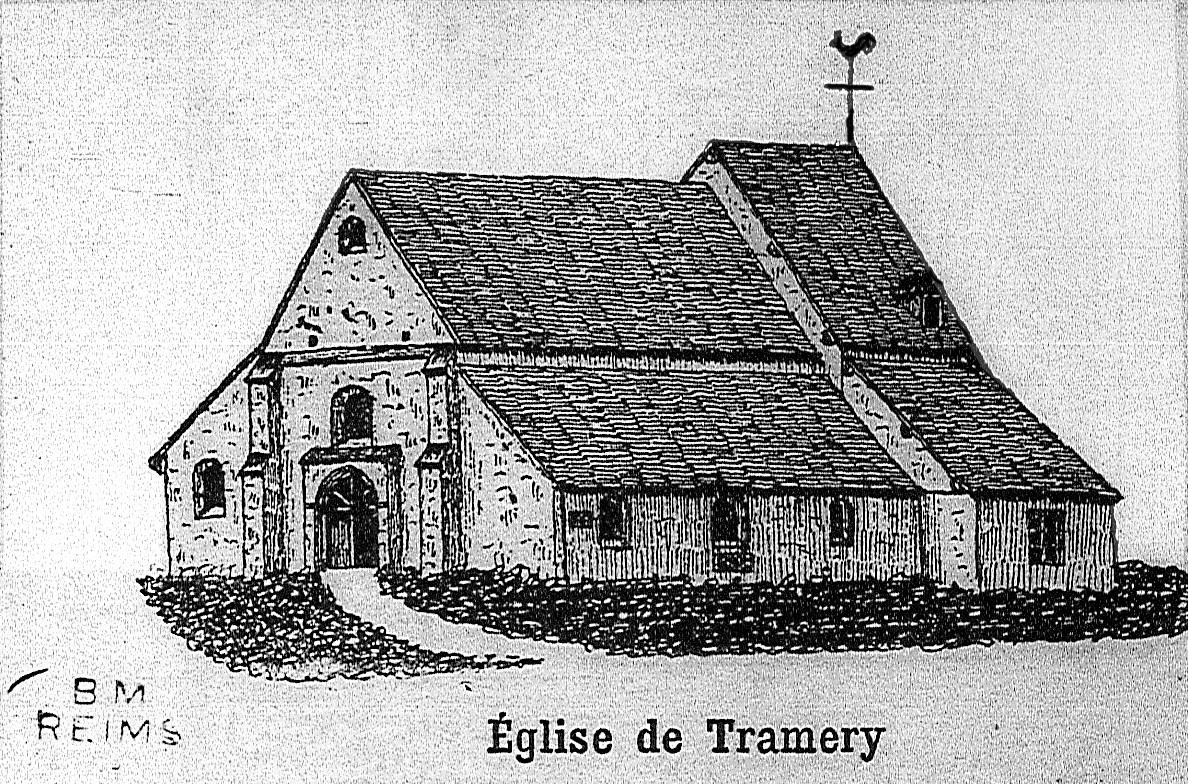
Kirche Saint-Jean-Baptiste 1878

- Kirche Saint-Jean-Baptiste